# 프라톨라세라
프라톨라세라(이탈리아어: Pratola Serra)는 이탈리아 캄파니아주 아벨리노도의 코무네다.
코무네 지역은 사바토강의 오른쪽 둑에 펼쳐져 있다. 코무네의 가장 오래된 부분은 사바토강 계곡이 내려다 보이는 언덕에 위치한 세라 디 프라톨라(Serra di Pratola) 마을이다. 프라톨라 마을은 나중에 아풀리아(Apulia)로 향하는 주요 도로를 따라 뻗어나갔다. 그것은 계곡에 있으며 나중에 인근 언덕에 퍼졌다. 코무네는 1812년 프라톨라(Pratola)와 세라(Serra)의 두 마을을 합쳐 탄생했다. 그 이후로 프라톨라 마을은 코무네의 주요 도시가 되었으며 시청이 있다.
주요 피아트(FIAT) 엔진 공장이 이 마을에 있으며, 마을 이름은 그곳에 건설된 일련의 모듈식 엔진에 이름을 붙였다.